# 1963

## أحداث
- بداية المواجهة الإندونيسية الماليزية في 20 يناير 1963 والتي انتهت في 11 أغسطس 1966.
- بداية حرب الرمال في 25 سبتمبر 1963 والتي انتهت في 20 فبراير 1964.
- صدر لمحمد حسنين هيكل كتاب: يا صاحب الجلالة.

### يناير
- 1 يناير - إعادة العلاقات الدبلوماسية بين فرنسا والعراق، التي قطعت على إثر حرب السويس في 8 نوفمبر 1956.
- 12 يناير - عبد الكريم النحلاوي يقود محاولة انقلابية في دمشق. استمرت المحاولة الانقلابية ثلاثة أيام، وغادر الانقلابيين البلاد بعد ذلك.
- 16 يناير - استئناف العلاقات الدبلوماسبة بين المملكة العربية السعودية وبريطانيا، بعد قطيعة سبعة أعوام بسبب النزاع على واحة البريمي.
- 18 يناير - عدن تنضم إلى اتحاد الجنوب العربي.
- 29 يناير - تم افتتاح أول جلسة لمجلس الأمة الكويتي، وقد ترأس المجلس عبد العزيز حمد الصقر.

### فبراير
- 8 فبراير - حزب البعث يصل إلى السلطة في العراق بعد انقلاب عبد السلام عارف على عبد الكريم قاسم.
- 9 فبراير - إعدام عبد الكريم قاسم في بغداد.
- 19 فبراير - عبد السلام عارف يستئنف الاتصالات والمواصلات بين العراق والكويت بعد أن أوقفها عبد الكريم قاسم في 27 يونيو 1961.

### مارس
- 8 مارس - انقلاب في البعث في سورية بقيادة العقيد زياد الحريري. وتعين اللواء لؤي الأتاسي رئيسا لمجلس قيادة الثورة.
- 9 مارس - عودة الجمهورية العربية المتحدة إلى الجامعة العربية.

### أبريل
- 4 أبريل - استئناف العلاقات الدبلوماسية بين الجمهورية العربية المتحدة وفرنسا بعد أن قطعها لسبع سنوات بعد العدوان الثلاثي على مصر.
- 11 أبريل - إنشاء السوق الأفريقية المشتركة وشمل وقتها الجمهورية العربية المتحدة والجزائر وغانا وغينيا ومالي والمغرب.
- 17 أبريل - مصر وسوريا والعراق يتوصلون إلى اتفاق اتحادي ثلاثي؛ يقضي باتحاد الدول الثلاث في مدة أقصاها خمسة أشهر. لم يكتب للاتفاق الحياة.
- 27 أبريل - البعثيون بواسطة مدرعات الجيش، يحاصرون دمشق ويعتقلون الضباط الناصريين في قيادة الجيش.

### مايو
- 13 مايو - تشكيل أول حكومة بعثية في سوريا برئاسة صلاح الدين البيطار، وصدور مرسوم يقضي بتأميم المصارف.
- 14 مايو - الكويت تصبح عضو في الأمم المتحدة.
- 25 مايو - تأسيس منظمة الوحدة الأفريقية.

### يونيو
- 9 يونيو - ولادة الممثل المشهور جوني ديب الذي لعب دور القرصان جاك في قراصنة كاريبي
- 16 يونيو - ديفيد بن جوريون يستقيل من رئاسة الحكومة الإسرائيلية، وليفي إشكول يشكلها في 24 يونيو.

### يوليو
- 1 يوليو - فرنسا تسحب قواتها من حلف شمال الأطلسي.
- 5 يوليو - تظاهرات 1963 في إيران
- 18 يوليو - العقيد جاسم علوان يقود انقلابا فاشلا في سوريا.
- 27 يوليو - استقالة لؤي الأتاسي من منصبي رئيس المجلس الوطني لقيادة الثورة وقائد الجيش في سوريا، ليصبح [وضح من هو المقصود ؟] رئيسًا لسوريا.

### أغسطس
- 5 أغسطس - الاتحاد السوفيتي، أمريكا وبريطانيا يوقعون اتفاقية حظر التجارب النووية في موسكو.
- 15 أغسطس - فاليري ليفونيفسكي، هو سياسي وشخصية اجتماعية بلاروسية، رجل أعمال وسجين سياسي سابقا.
- 28 أغسطس - مارتن لوثر كينغ يقود مسيرة سلمية بمشاركة مائتي ألف شخص في [وضح من هو المقصود ؟]، للاحتجاج على التمييز العنصري ضد السود.

### سبتمبر
- 15 سبتمبر - إعادة انتخاب أحمد بن بيلا رئيسًا للجمهورية الجزائرية.

### أكتوبر
- 1 أكتوبر - تأميم ممتلكات المستوطنين الفرنسيين في الجزائر.
- 4 أكتوبر - عبد السلام عارف يعترف رسميًا باستقلال وسيادة الكويت.
- 8 أكتوبر - صدور ميثاق الوحدة العسكرية بين سوريا والعراق.
- 9 أكتوبر - اندلاع القتال بين الجزائر والمغرب على منطقة تندوف المتنازع عليها بين البلدين.
- 10 أكتوبر أحمد البكر يزور الكويت ويوقع مع صباح السالم الصباح اتفاقًا لترسيم الحدود على أساس الاتفاق الموقع في 1932 بين نوري السعيد والمعتمد البريطاني في الخليج.
- 14 أكتوبر - اندلاع الثورة اليمنية في اليمن الجنوبي من جبال ردفان ضد الاستعمار البريطاني.
- 18 أكتوبر - بدء تهجير أهالي النوبة.
- 19 أكتوبر - قرض من الكويت إلى العراق بقيمة 100 مليون دولار بدون فوائد، يدفع على 19 قسطا خلال 25 عاما.

### نوفمبر
- 5 نوفمبر - إعلان وقف إطلاق النار بين الجزائر والمغرب بعد القتال على منطقة تندوف الجزائرية المتنازع عليها بين البلدين بعد وساطات عديدة، ومفاوضات بينهما.
- 18 نوفمبر - طاهر يحيى رئيس الأركان العراقي، وبالتنسيق مع عبد السلام عارف يعتقل جميع أعضاء القيادتين القطرية والقومية لحزب البعث.
- 22 نوفمبر - اغتيال جون كيندي في دالاس في الولايات المتحدة.

### ديسمبر
- 10 ديسمبر - خليفة عبد الله حسن خليفة، ثائر من عدن (1945 - 2007)، نفذ عملية فدائية بتفجير قنبلة في مطار عدن، في إطار الكفاح ضد الاحتلال البريطاني، أسفرت عن إصابة المندوب السامي البريطاني (تريفاسكس) بجروح ومصرع نائبه القائد جورج هندرسن، كما أصيب أيضًا بإصابات مختلفة 35 من المسؤولين البريطانيين وبعض وزراء حكومة اتحاد الجنوب العربي.

10 ديسمبر - إنهاء الحماية البريطانية على زنجبار.
- 12 ديسمبر - استقلال جمهورية كينيا عن بريطانيا.
- 13 ديسمبر - انسحاب القوات الفرنسية من قاعدة بنزرت التونسية.
- 22 ديسمبر - مواجهات بين القبارصة الأتراك والقبارصة اليونانيين في قبرص بعد اقتراح للرئيس مكاريوس بتعديل الدستور.

## مواليد
- أحمد فهد الأحمد الصباح
- أحمد يالجينكايا
- أشرف أبو اليزيد
- أشرف بدر الدين
- أشرف عبد الباقي
- أكرم زهيري
- ألبريجو إيفاني
- ألساندرو سافينا
- أليخاندرو غونزالس إناريتو
- أليساندرا فيري
- أندريه كارسن
- أنديرس فريسك
- أوليغ كوزنيتسوف
- أيزيا واشنطن
- إدوارد نورتون
- إدي فالكو
- إروس رامادزوتي
- إريس كاميرر
- إريك بيان
- إنفا مولا
- إيان رايت
- إيميليو بوتراغينيو
- القذافي الفاخري
- باسل فليحان
- براد بيت
- براد هنري
- براين مككلير
- بنجامين برات
- بورت باهور
- بيتر فرويدفيلدت
- بيترا بو
- بيورن كريستنسن
- بيير نكرونزيزا
- تاتوم أونيل
- تانجو جولاك
- تريفور ستيفن
- تورو كاميكاوا
- تومويوكي دان
- تومويوكي شيمرا
- جاك فيليب
- جان بيير بابان
- جايسن نيوستد
- جريج كينيار
- جمال أبو سمهدانة
- جمال الفضل
- جمال مبارك
- جهاد ضاحي
- جورج مايكل
- جوزيبي بيرغومي
- جوزيه مورينهو
- جوفاني فرانشيني
- جون بارنس
- جون تيرتلتوب
- جون فان سشيب
- جونيتشي كانيمارو
- جيا إكسياكوان
- جيمس هيتفيلد
- جيمس وودز
- جينادي ليتوفتشينكو
- حكيم عليوان
- حمد بن صراي
- خالد الحجر
- خالد الصاوي
- خالد ترمانيني
- خوسيه ماري باكيرو
- خيرت فيلدرز
- خيري رمضان
- دانيال بيرل
- دانييل برافو
- دونغا
- ديفيد سيمان
- ديفيس غوغنهايم
- رالف بونت
- رالف فالكينماير
- رامي لكح
- رفاييل كوريا
- روبيرتو ماتيوس
- رونالد كومان
- ريكاردو فيري
- ستانلي مينزو
- ستيفن سودبيرج
- سريتشكو كاتانيتش
- سريديفي
- سعد كميل
- سمير فرج
- سهى عرفات
- سوزان ديكر
- سوزي مانزو
- صفوت حجازي
- صلاح الحساوي
- صوفية صادق
- علي المعشني
- عامر منيب
- عبد الرحمن البر
- عبد الرحيم خورشيدي
- عبد العزيز المخلافي
- عبد العزيز بن أحمد بن عبد العزيز آل سعود
- عبد الله الحائري الإحقاقي
- عبد الله المحيلبي
- عبد الله عبد الكريم فارس
- عبد المجيد عبد الله
- عبد المنعم المحجوب
- عزام عزام
- عزت حنفي
- عفاف جنيفان
- علاء ولي الدين
- علي محمد الصلابي
- عمر بن حفيظ
- غاري ستيفنز
- غاري كاسباروف
- غراهام أرنولد
- غراهام بول
- غوشو أوياما
- غيل روسيت
- فرقد القزويني
- فريج الهرشاني
- فتات سلطان
- فارس قره بيت
- فرانسوا ليماسون
- فرانك بريو
- فريدة محمد علي
- فريديريك زاغو
- فيصل بن الحسين (أمير)
- فيليب لوكاس
- فيليبو غالي
- كاتشو
- كالوشا بواليا
- كريس موريس
- كريم زناسني
- كلاوديو جارسيا
- كونان أوبراين
- كوينتن تارانتينو
- كيث إليسون
- كيفين ج. أوكونور
- لارس ألريك
- لارس إلستروب
- لاليت مودى
- لوكا فوزي
- ليزا كودرو
- مارتن اومالي
- مارك رايت
- مارك هيوز
- ماركوس بونتيس
- مايك باويل
- مايكل تشيكلس
- مايكل جوردان
- محمد البلتاجي
- محمد الحسن ولد الددو
- محمد السادس بن الحسن
- محمد بسام الزين
- محمد زيتوت
- محمود ويسي
- محي الدين فارس
- مراد اليعقوبي
- مسعد فتحي الزيني
- مصطفى دياب
- مودو سووي
- مي حريري
- مي شدياق
- ميتشيل
- نادية مصطفى
- ناصر خضر
- ندى بسيوني
- نشوى مصطفى
- نصير شاهر الحمود
- نصير شمه
- نور الدين مي قوانج جيانج
- نورة برة
- نيكوليت شريدان
- نيل ويب
- هارولد بيريناو
- هشام عباس
- هوراسيو أليزوندو
- هيديو كوجيما
- هيلين هنت
- وائل الإبراشي
- وحيد عبد السلام بالي
- وفاة غلوريا راميريز
- وليام بالدوين
- ويتني هيوستن
- يان مولبي
- يان هينتزه
- يوسف الثنيان
- يوسف معاطي
- يونس بك يفكيروف
- بير إيريك ألبيرغ، إحاثي سويدي.
- أورخان عثمان أوغلي

### أبـريل
- 13 أبريل - غاري كاسباروف، لاعب شطرنج روسي وأفضل لاعب شطرنج بالعالم سابقا

### يونيو
- 20 يونيو - هيروشي أوساكا, رسام أنمي ياباني.

### يوليو
- 25 يوليو - هيدِناري أُغاكي, ممثل أداء صوتي ياباني.

### أغسطس
- 7 أغسطس - هيرواكي هيراتا, ممثل أداء صوتي ياباني.
- 25 أغسطس - يوشيهيرو إيكي, ملحن ياباني.
- 23 أغسطس محمد السادس ملك المغرب

### سبتمبر
- 7 سبتمبر - ريجينا مارتينيز، صحفية مكسيكية.

### أكتوبر
- 8 أكتوبر - شينكيتشي ميتسُمُني، ملحن ياباني.
- 12 أكتوبر - دانس مان، مغني ياباني.
- 26 أكتوبر - وائل الإبراشي، صحفي و‌إعلامي مصري.

### نوفمبر
- 25 نوفمبر - سورين سيرين، فيلسوف ومنطقي روماني.

### ديسمبر
- 12 ديسمبر - أي أوريكاسا، ممثلة أداء صوتي يابانية.
- 18 ديسمبر - ريكيا كوياما، ممثل أداء صوتي ياباني.
- 27 ديسمبر - محمد عبد العاطي، وزير ري مصري.

## وفيات
- أحمد أبوبكر النقيب
- أحمد حلمي عبد الباقي
- أحمد نامي بك
- ألدوس هكسلي
- أوتو فلاكه
- إديث بياف
- إرنستو ليكونا
- الأزهر الشرايطي
- ثيودور رويثك
- ثيودور هيوس
- جوي شو
- دوروثي هانسين أندرسون
- رضا الواعظ
- روبرت شومان (اقتصادي فرنسي)
- روبرت ص. كير
- روبرت فروست
- رياض القصبجي
- سي. إس. لويس
- سيلفيا بلاث
- صقر الشبيب
- عادل خيري
- عبد الصادق بن سعيد
- عبد الكريم الخطابي
- عبد المسيح حداد
- عز الدين ذو الفقار
- فؤاد أحمد
- لي هارفي أوزوالد
- ليوبولد غولدشتاين
- محمد الخالصي
- محمد سعيد العباسي
- محمد يوسف موسى
- محمود شلتوت
- ناظم الغزالي
- ناظم حكمت
- هربرت سبنسر غاسر
- هيرسكوفيتس
- يتسحاق بن تصفي
- 2 يناير - جاك كارسون، ممثل مسرح
- 2 يناير - ديك باول، ممثل أمريكي
- 2 يناير - روجر هورنسبي، لاعب بيسبول أمريكي.
- 23 يناير - جوزيف غوسلاوسكي، نحات بولندي.
- 3 مارس - أحمد لطفي السيد، سياسي ومفكر مصري، لقب بأستاذ الجيل.
- 22 نوفمبر - جون كيندي الرئيس الأمريكي.

## كوارث طبيعية

### فبراير
- 21 فبراير - زلزال في ليبيا يدمر قرية [وضح من هو المقصود ؟] ويقتل 500.

## نال جائزة نوبل
- في الفيزياء – بين الأمريكيين يوجين ويغنر وماريا غوبرت-ماير والألماني هانز ينسن.
- في الكيمياء – مناصفة بين الألماني كارل تزيغلر والإيطالي جوليو ناتا.
- في الطب – بين الأسترالي جون إيكلس والبريطانيين آلن لويد هودجكين وأندرو هكسلي
- في الأدب – اليوناني جيورجيوس سفريس.
- في السلام – اللجنة الدولية للصليب الأحمر ورابطة جمعيات الصليب الأحمر.